# Lucy Burns
Lucy Burns (28 de julho de 1879 – 22 de dezembro de 1966) foi uma sufragista e defensora dos direitos da mulher estadunidense. Ela foi uma ativista nos Estados Unidos e no Reino Unido. Burns foi uma amiga próxima de Alice Paul, e, juntas, elas formaram o Partido Nacional da Mulher.

## Início da vida e educação
Burns nasceu em Nova York, em uma família católica irlandesa. Ela foi descrita por sua colega no Partido Nacional da Mulher Inez Haynes Irwin como tendo "olhos azuis e frescos; cabelo cacheado e cheio". Ela foi uma estudante talentosa, no Packer Collegiate Institute. Packer Collegiate Institute orgulhava-se de "ensinar as meninas a serem damas", e eles enfatizavam o ensino religioso. Burns conheceu uma de suas principais inspirações na escola, Laura Wylie, uma das primeiras mulheres a ir para a Universidade de Yale. Burns também frequentou a Universidade de Columbia, o Vassar College e a Universidade de Yale, antes de se tornar uma professora de inglês.
Burns ensinou na Erasmus High School, no Brooklyn por dois anos. Em 1906, aos 27 anos, ela se mudou para a Alemanha para continuar seus estudos em letras. Na Alemanha, Burns estudou nas Universidades de Bonn e Berlim, de 1906 a 1909. Burns mais tarde mudou-se para o Reino Unido, onde ela se matriculou na Universidade de Oxford para estudar inglês. Burns foi afortunada o suficiente para ter uma ampla formação educacional, pois seu pai, Edwards Burns, a apoiou e financiou a sua educação internacional.

## Início do ativismo
As primeiras principais experiências de ativismo de Burns foram com as Pankhursts no Reino Unido de 1909 a 1912. Enquanto frequentava a escola de pós-graduação na Alemanha, Lucy Burns viajou rapidamente para a Inglaterra, onde ela se reuniu Emmeline Pankhurst e suas filhas Christabel e Sylvia. Ela se inspirou tanto por seu ativismo e o carisma que ela abandonou sua pós-graduação para ficar com elas e trabalhar no Women's Social and Political Union, uma organização dedicada à luta pelos direitos das mulheres no Reino Unido. Burns foi empregada como ativista profissional por essa organização, de 1910 a 1912. Uma de suas primeiras grandes contribuições ativistas foi a organização de uma marcha em Edimburgo, em 1909.
Enquanto trabalhava na WSPU, Lucy Burns conheceu Alice Paul numa delegacia de polícia lonrina. As duas mulheres haviam sido presas numa manifestação e Alice Paul apresentou-se quando ela percebeu que Lucy Burns tinha um pin com a bandeira dos EUA em sua lapela. As mulheres discutiram as experiências do sufrágio no Reino Unido e o movimento das mulheres estadunidense. Burns e Paul concordaram na frustração com a inatividade da liderança do movimento pelo sufrágio nos EUA.

## National American Women Suffrage Association
Ao voltar aos EUA, Paul e Burns juntaram-se ao National American Women Suffrage Association (NAWSA) como líderes do comitê central. Tentaram estabelecer uma tática mais militante, que foi descartada, porque a NAWSA acreditava que isso era prematuro. Com isso, foram marginalizadas na organização, o que foi um sinal de sua ruptura.

## Ruptura organizacional
Burns e Paul decidiram criar uma organização vinculada à NAWSA, com seu próprio órgão diretivo. Esse novo comitê foi chamado o Comitê Unido da Associação Nacional das Mulheres Norte-Americanas pelo Sufrágio. Burns foi eleita por unanimidade como membro executiva do Comitê. Em abril de 1913, a NAWSA decidiu que queria distanciar-se dos grupos mais radicais e não mais permitiu que o seu nome aparecesse no título, então o Comitê passou a se chamar apenas Comitê Unido. Apesar disso, Burns e Paul ainda queriam que o Comitê fosse associado à NAWSA, então pediram para serem consideradas um grupo auxiliar, o que foi concedido, mas num contexto de crescente tensão.
O Comitê rompeu oficialmente com a NAWSA em 12 de fevereiro de 1914.
Burns foi a primeira mulher a falar ante o Congresso, em 1914, no contexto de um projeto federal para implementar o sufrágio feminino. Seu discurso teve como principal objetivo introduzir Alice Paul, mas ela também descreveu as realizações do Comitê Unido. O fato de que ela foi a primeira a falar em um momento crítico para o sufrágio federal mostra não só a sua coragem para enfrentar a oposição, mas como era respeitada por suas companheiras sufragistas. Os discursos de Burns e Paul foram importantes, pois mostraram aos políticos que as mulheres se haviam unido como um bloco de votação.

## Partido Nacional da Mulher
Depois de todo o tumulto dos últimos anos, Alice Paul anunciou um novo plano, em 1916—ela queria organizar um partido político de mulheres. Burns firmemente apoiou o plano e em 5, 6, e 7 de junho de 1916 no Blackstone Theater em Chicago, delegadas e eleitoras mulheres se reuniram para organizar o Partido Nacional da Mulher (NWP). Burns e Paul estavam convencidas da importância da ação direta na luta pelos direitos das mulheres e, particularmente, por seu direito de voto. Elas recebiam a oposição de sufragistas mais conservadoras, que defendiam táticas menos militantes.
Burns teve um grande papel no novo partido. Ela trabalhou em praticamente todos os aspectos da organização, em um momento ou outro.
O NWP levou dezenas de mulheres para um piquete na Casa Branca, em Washington, D.C., no início de janeiro de 1917. Uma organização bi-partidária, dirigiu seus ataques ao escritório do Presidente dos Estados Unidos, neste caso, Woodrow Wilson. Burns também se opôs à I Guerra Mundial, vendo-a como uma guerra liderada por homens poderosos, massacrando jovens homens.

## A vida na prisão

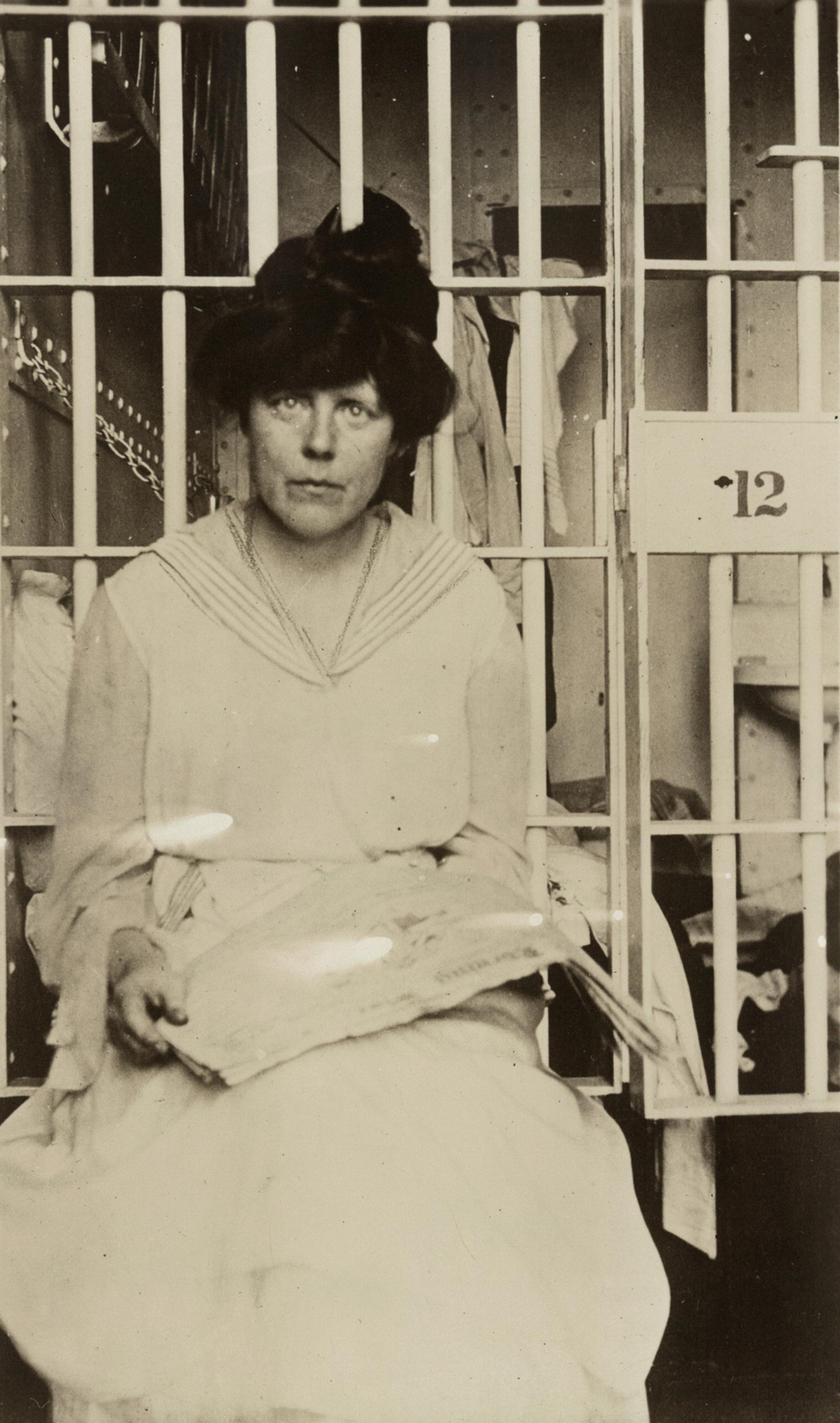
Lucy Burns em Occoquan Workhouse, Washington, D.C.

Burns foi presa enquanto protestava em frente à Casa Branca e foi enviada para Occoquan Workhouse. Na prisão, Burns se juntou a Alice Paul e outras sufragistas em uma greve de fome, para demonstrar o seu compromisso para com a sua causa, afirmando que elas eram presas políticas. Burns estava preparada para greves de fome, pois ela já havia participado de algumas na Europa, com a WSPU. Ser presa não inibiu Burns, que organizou dentro da prisão protestos com outros prisioneiros.
Burns também ajudou a organizar e fazer circular um dos primeiros documentos que definiu o estatuto de presos políticos. Esse documento descreveu os direitos de presos políticos e listou suas demandas sobre acesso a advogados, visitas de familiares, leitura e escrita de materiais e alimentos de fora da prisão. Foi distribuído através de buracos nas paredes até que cada prisioneira sufragista o assinasse. Quando a participação de Burns nisso foi descoberta, ela foi enviada para o confinamento solitário.
Após Burns ser solta, ela foi rapidamente detida novamente por participar de protestos e piquetes na Casa Branca. Após a sua terceira prisão em 1917, o juiz decidiu dela fazer um exemplo e lhe deu a sentença máxima. De novo uma prisioneira em Occoquan Workhouse, Lucy Burns suportou o que é lembrado como a "Noite de Terror." As mulheres foram tratadas de forma brutal e lhes foi negado atendimento médico.
Percebendo que algo urgente precisava ser feito para abalar a força de Burns e acabar com suas recorrentes greves de fome, o diretor da prisão a obrigou a comer. A historiadora Eleanor Clift relata que para a alimentação forçada de Lucy Burns foram necessárias "cinco pessoas para segurá-la para baixo, e quando ela se recusou a abrir a boca, eles empurraram o tubo de alimentação até sua narina." Este tratamento foi extremamente doloroso e perigoso, causando-lhe fortes hemorragias nasais. Das sufragistas mais conhecidas da época, Burns foi a que passou mais tempo na prisão.

## Impulso final para o sufrágio
Burns e outros sufragistas haviam sido informadas que uma emenda pelo sufrágio não seria aprovada antes de 1920. Para sua surpresa, foi anunciado no final de 1917 que a Casa teria de tomar uma decisão em 10 de janeiro de 1918. A emenda foi aprovada na câmara por 274 a 136 votos, e as mulheres do NWP, incluindo Burns, começaram a trabalhar para conseguir mais 11 votos, necessários para que a emenda fosse aprovada no Senado. Infelizmente, em 27 de junho de 1918, o Senado rejeitou a emenda.
Burns e Paul estavam revoltadas, mas depois de chegar tão perto não se mostravam dispostas a desistir. Retomaram os protestos na Casa Branca no dia 6 de agosto de 1918. Mais uma vez foram presas, submetidas a terríveis condições e liberadas pouco tempo depois. O foco alterou-se: agora, buscavam eleger candidatos pró-sufrágio.
Em 21 de maio, a câmara dos deputados aprovou a emenda Susan B. Anthony com 304 votos contra 89 e, no dia 4 de junho, o Senado a aprovou, 66 votos contra 30. Era ainda preciso conseguir a aprovação na maioria dos estados. Finalmente, em agosto de 1920, Tennessee tornou-se o trigésimo sexto estado a ratificar a emenda e a luta de Burns pelo sufrágio feminino federal estava finalmente acabado.
Depois que as mulheres dos Estados Unidos conquistaram o direito de votar, Burns aposentou-se da vida política e dedicou-se à Igreja Católica e sua sobrinha órfã. Ela morreu em 22 de dezembro de 1966, em Brooklyn, Nova York.